# زلزال شمال الكاسكيد 1872
زلزال شمال الكاسكيد 1872 هو زلزالٌ وقعَ في واشنطن في الولايات المتحدة بتاريخ 14 ديسمبر 1872.